# Marymount International School
La Marymount International School, Paris, sise à Neuilly-sur-Seine (France), est un établissement d'enseignement maternel, primaire et secondaire privé catholique, hors contrat d'association avec l'État.

## Enseignement et pédagogie

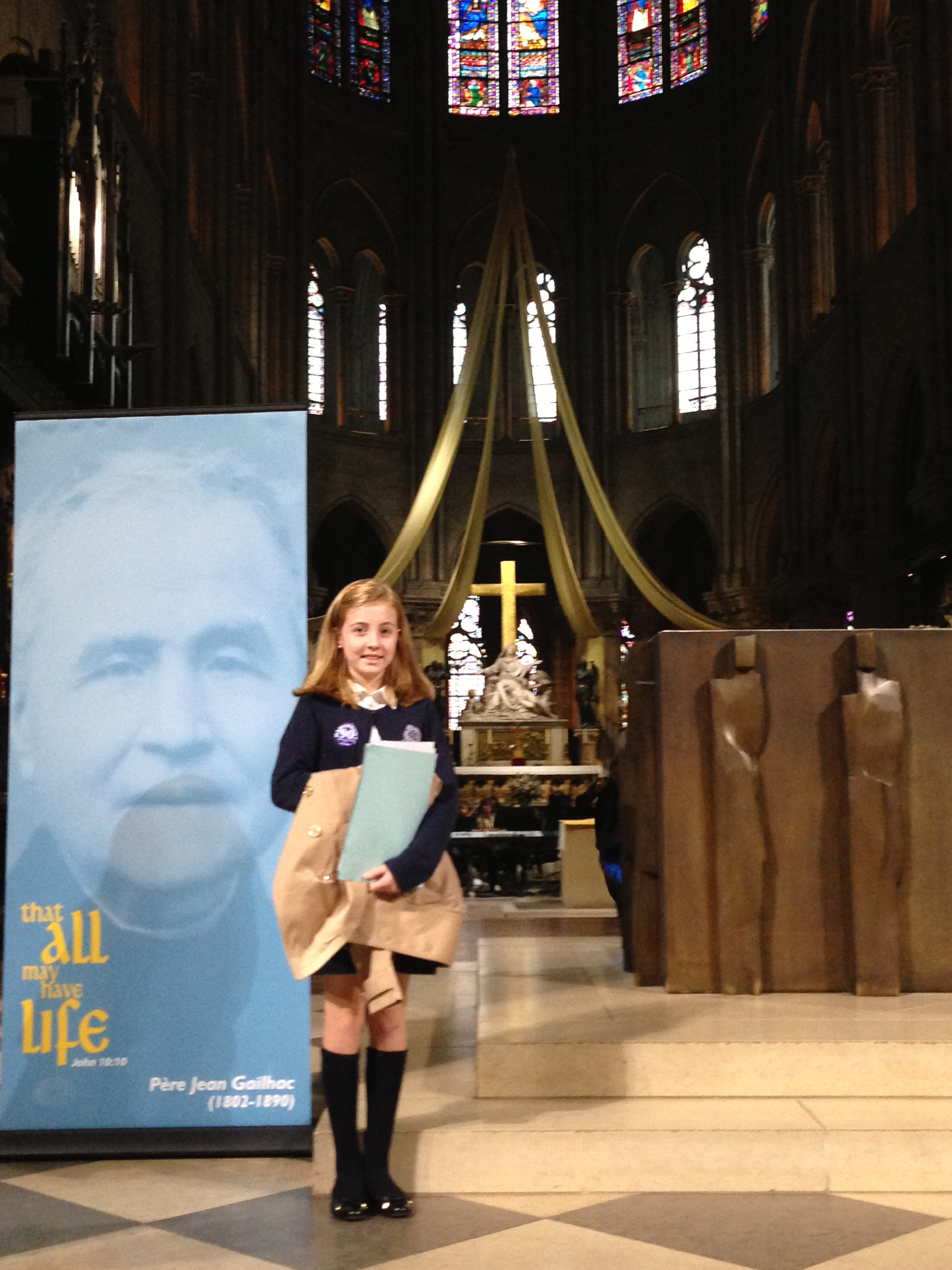
90e anniversaire de l'école (2013) à la cathédrale Notre-Dame de Paris.

Se déclarant ouverte à la diversité, elle propose une pédagogie participative proche de celle des écoles Montessori, quoique non revendiquée.
L'enseignement y est bilingue (français – anglais) et l'établissement, en relation avec le réseau réseau de la Congrégation des Religieuses du Sacré-Cœur de Marie des écoles Marymount, dont il fait partie, prend part à des projets de programme commun et organise des échanges avec d'autres établissements à l'étranger.
Dans cette même perspective, la scolarité est organisée sur le modèle américain, l'enseignement se décomposant comme suit :
- Early Years (2 – 6 ans)
  - Early Learners 1
  - Early Learners 2
  - Early Learners 3
  - Kindergarten
- Elementary School (6 – 11 ans)
  - Grade 1
  - Grade 2
  - Grade 3
  - Grade 4
  - Grade 5
- Middle School (11 – 14 ans)
  - Grade 6
  - Grade 7
  - Grade 8

Les élèves sont en outre scolarisés dans un environnement catholique, l'école revendiquant une éducation imprégnée de ces valeurs.

## Anciens élèves
- Joakim Noah
- Anna-Catherine Hartley (Uffie)
- James Thiérrée
- Françoise Bettencourt-Meyers
- Colombe Pringle